# Mięguszowce
Mięguszowce (słow. Mengusovce, węg. Menguszfalva, niem. Mengsdorf) – wieś gminna (obec) w północnej Słowacji leżąca w powiecie Poprad, w kraju preszowskim.

## Historia
Mięguszowce powstały w XIII w., pierwsza pisemna wzmianka na temat wsi pochodzi z 1398 roku – właścicielem wsi było wtedy opactwo spiskoszczawnickie. Mieszkańcy Mięguszowiec zajmowali się przede wszystkim rolnictwem i hodowlą trzody chlewnej. W XVIII wieku w Mięguszowcach powstał tartak. Na początku XX w. mieszkańcy pracowali głównie w tatrzańskich sanatoriach, innych obiektach turystycznych i zakładach przemysłowych w pobliskim Świcie.

## Zabytki
Najcenniejszym zabytkiem Mięguszowiec jest romańsko-gotycki rzymskokatolicki kościół zbudowany w XIII w., poddany renowacji w stylu barokowym w XVIII w. W kościele tym znajduje się XIII wieczna chrzcielnica i drewniany zabytkowy strop z XVIII wieku.

## Turystyka
Mięguszowce posiadają dobrze rozwiniętą bazę turystyczną, znajduje się tu wiele pensjonatów i innych możliwości noclegu. Atrakcją Mięguszowiec jest stok narciarski, istnieje możliwość uprawiania turystyki konnej.